# Maja, a méhecske – A mézcsata
A Maja, a méhecske – A mézcsata (eredeti cím: Maya the Bee: The Honey Games) 2018-ban bemutatott német–ausztrál 3D-s számítógépes animációs film, amelyet Noel Cleary, Sergio Delfino és Alexs Stadermann rendeztek. A forgatókönyvet Adrian Bickenbach, Noel Cleary, Fin Edquist és Alexs Stadermann írták. Az animációs játékfilm producerei Brian Rosen és Thorsten Wegener. A zenéjét Ute Engelhardt szerezte. A mozifilm a Studio 100 Media és a Studio B Animation gyártásában készült, a Universum Film forgalmazásában jelent meg. Műfaja filmvígjáték.
Németországban 2018. március 1-jén, Magyarországon 2018. március 29-én mutatták be a mozikban.

## Szereplők
| Szereplő        | Eredeti hang        | Magyar hang        | Leírás                                                   |
| --------------- | ------------------- | ------------------ | -------------------------------------------------------- |
| Maja            | Coco Jack Gillies   | Molnár Ilona       | Az okos, talpraesett lányméhecske, a történet főhőse.    |
| Vili            | Benson Jack Anthony | Szabó Zselyke      | A lusta, duci, jó evő fiúméhecske, Maja legjobb barátja. |
| Flip            | Richard Roxburgh    | Pusztaszeri Kornél | A kalapos szöcske vagy tücsök, Maja és Vili jó barátja.  |
| Királynő        | Justine Clarke      | Haffner Anikó      | A méhkaptár bölcs királynője.                            |
| Güzü            | Jimmy James Eaton   | Elek Ferenc        |                                                          |
| Császárnő       | Marney McQueen      | Náray Erika        | A méhbirodalom nagy hatalmú császárnője.                 |
| III. Sir Hajbók | Rupert Degas        | Fekete Zoltán      |                                                          |
| Viola           | Linda Ngo           | Tamási Nikolett    |                                                          |
| Chelsea         | Stavroula Adameitis | Lamboni Anna       |                                                          |
| Sandra          | Tess Meyer          | F. Nagy Erika      |                                                          |
| Kolos           | Cam Ralph           | Dányi Krisztián    |                                                          |
| Andi            | David Collins       | Harcsik Róbert     |                                                          |
| Bandi           | Shane Dundas        | Seszták Szabolcs   |                                                          |
| Spulni          | Jordan Hare         | Csondor Kata       |                                                          |
| Craig           | Jimmy James Eaton   | Lippai László      |                                                          |
| Tekla           | Jane Ubrien         | Bókai Mária        |                                                          |
| Sáska           | Peter McAllum       | Csuha Lajos        |                                                          |
| Turbó           | Sam Haft            | Vida Péter         |                                                          |

- További magyar hangok: Albert Gábor, Dobó Enikő, Hamvas Dániel, Pál Dániel, Végh Ferenc